# Albonabahn I

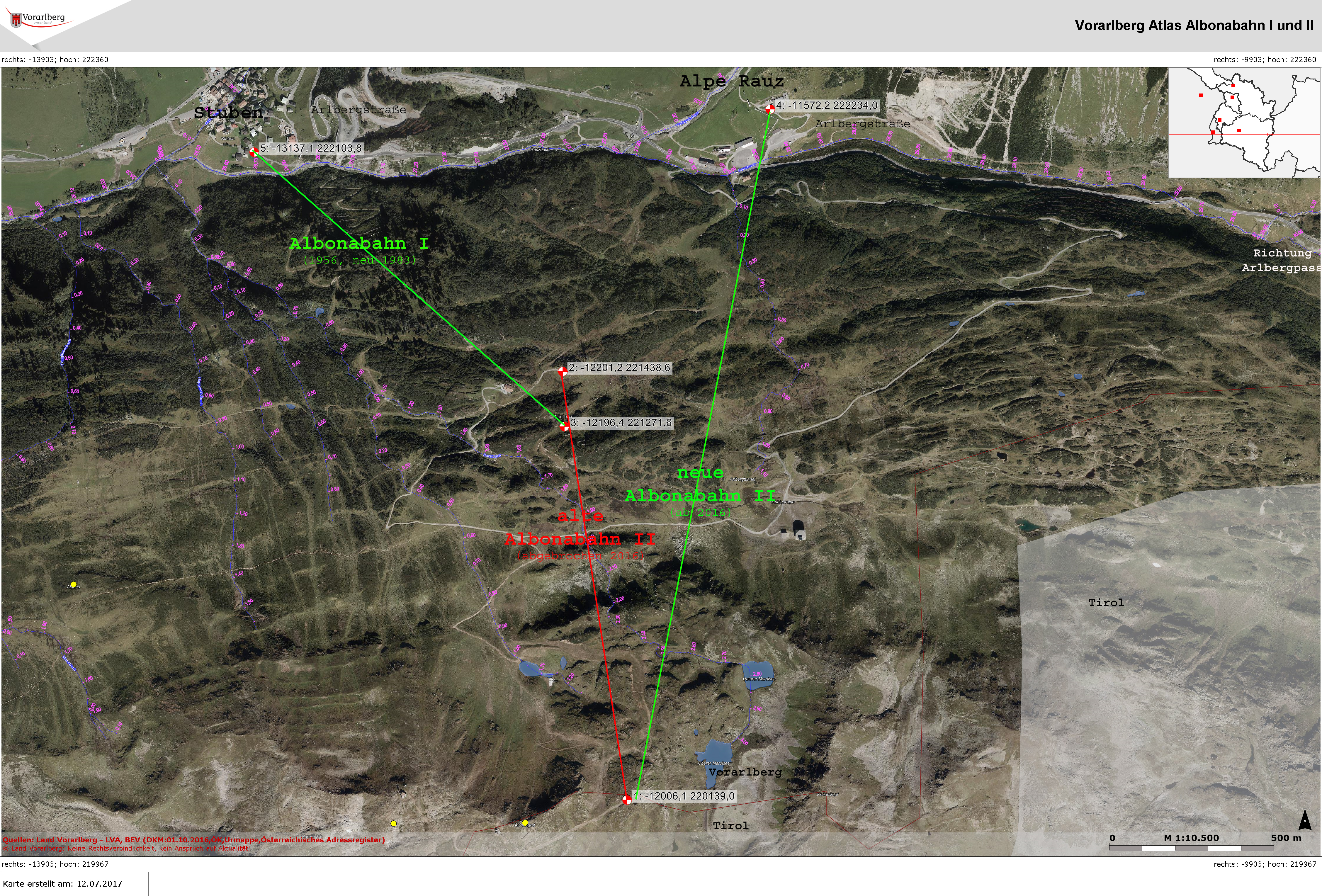
Luftbild des Streckenverlaufs der Albonabahnen alt und neu

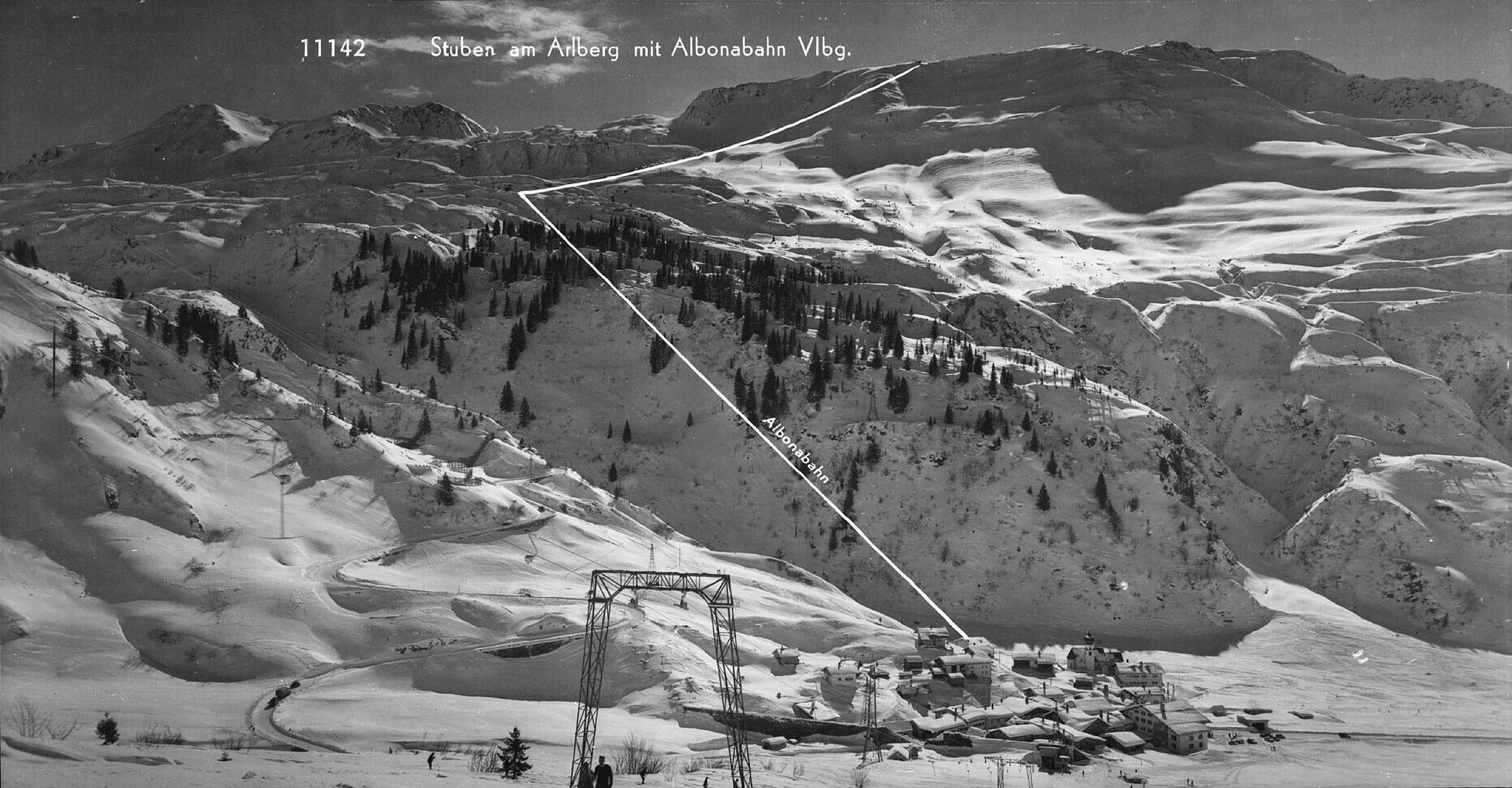
Streckenverlauf der alten Albonabahn

Die Albonabahn I ist eine Luftseilbahn (Doppelsessellift) in Stuben im österreichischen Bundesland Vorarlberg. Die Talstation liegt am südlichen Ortsrand von Stuben. Die Albonabahn I verbindet eine Talstation auf 1408 m ü. A. mit einer Bergstation in 1902 m ü. A. Die Anlage befindet sich im Eigentum der Stubner Fremdenverkehrs-GmbH. Sie ist der einzige Zubringer von Stuben in das Skigebiet Ski Arlberg.
Erbauerin und Betreiberin der Albonabahn I ist die Stubner Fremdenverkehrs-Gesellschaft m.b.H.., deren Betriebsleitung an der Talstation der Bahn in Klösterle am Arlberg ihren Standort hat.

## Name
Der Name der Seilbahn ist vom Albonagrat übernommen, zu welchem die Sektion II der beiden Bahnen, Albonabahn I und II, führt. Des Weiteren gibt es auf der Albona auch die Doppelsesselbahn Albonagrat, diese Sesselbahn überwindet auf einer Länge von 954 m einen Höhenunterschied von 309 hm und dient zur Erschließung von Pisten im Bereich des Albonagrats. Der Name Albona wird in der Region für weitere geographische Objekte als Namensbestandteil verwendet, z. B.: Albonabach oder Albona Alpe.

## Geschichte
Ab 1949 wurden in Stuben auf private Initiative Schlepplifte errichtet. 1949 ein Pendellift für je drei Personen am Gitzibühel, 1953 ein Pendellift im Bereich des Oberen Angers, der 1956 durch einen heute noch bestehenden Schlepplift ersetzt wurde (auch: Walchlift nach einem der Initiatoren, Adolf Walch).
Am 28. Mai 1956 hatten die Proponenten der späteren Gesellschaft um eine eisenbahnrechtliche Bewilligung angesucht. Die erforderliche Begehung fand am 30. Juni 1956 statt und am 27. Juli 1956 wurde im Hotel Mondschein die konstituierende Sitzung der Albonabahn Gesellschaft m.b.H. abgehalten und im selben Jahre die Albonabahn als Einersessellift gebaut. Die eisenbahnrechtliche Verhandlung fand am 14. März 1957 statt und am 13. April wurde die Bahn von den Initiatoren Emil Walch, Hansl Steiner und Bürgermeister Karl Brändle in Betrieb genommen. Betriebsleiter war damals Erich Berthold. Wegen der großen Bodenabstände bestand aus eisenbahnrechtlichen Gründen formal zuerst eine Betriebsgemeinschaft mit der Muttersbergseilbahn in Bludenz, wodurch die Anlagen der Albonabahn I und II dem Bundesministerium für Verkehr unterstellt wurde. 1963 wurde erstmals die Albonabahn auch im Sommer betrieben.
Im Jahr 1964 wurde zur Entlastung der Albonabahn II ein Schlepplift vom Grünen Bühel zum Seeli gebaut, der ein Jahr später bis zur Mittelstation verlängert und als Kurvenlift ausgeführt wurde. Zehn Jahre später durch den Schlepplift Sonnleiten ersetzt, der wiederum 1984 durch die Albonagrat-Doppelsesselbahn ersetzt wurde.
Im Jahre 1978 kam es aufgrund der dringend notwendigen Investitionen zum Schulterschluss mit neuen Gesellschaftern und eine gemeinsame neue Betriebsgesellschaft wurde gegründet, die Stubener Fremdenverkehrsgesellschaft, Erich Brunner wurde Geschäftsführer. 1983 erfolgte der Neubau der Sektion I der Albonabahn zu einer Doppelsesselbahn, 1985 der Neubau der Sektion II. Am 13. März 1988 wurde die Talstation der Albonabahn, Sektion I, von einer Staublawine beschädigt und daraufhin die Sprengseilbahnen Albona Ost und Albona West gebaut. Im selben Jahr wurde auch die Albona Gratstube eröffnet. Bei der Albona-Mittelstation wurde 1991 das Restaurant neu eröffnet.
2016 erfolgte mit dem Bau der Kabinenbahn Albonabahn II und der Flexenbahn von der Alpe Rauz der letzte große Modernisierungsschritt. In weiterer Folge (nach dem Bau der Albonabahn II) ist auch daran gedacht, die Sektion I der Albonabahn zu erneuern.
In der Sommerpause 2023 wurde eine neue Tal- und eine neue Bergstation errichtet. Die eigentliche Bahn wurde komplett umgebaut und fährt jetzt mit geschlossenen 8-Personen Gondeln. Die Bergstation wurde etwa 200 Meter in Richtung Tal versetzt und befindet sich jetzt neben der Berggaststätte „Albona Mitte“. Im Gebäude der Talstation sind neben dem Gondelbahnhof einschl. Revisionsbereich eine öffentliche Toilettenanlage, Lager- und Diensträume untergebracht. Die Beförderungsleistung beträgt 1.600 Personen pro Stunde und die Fahrzeit 5 Minuten.

## Technische Daten

### 8er EUB von 2023

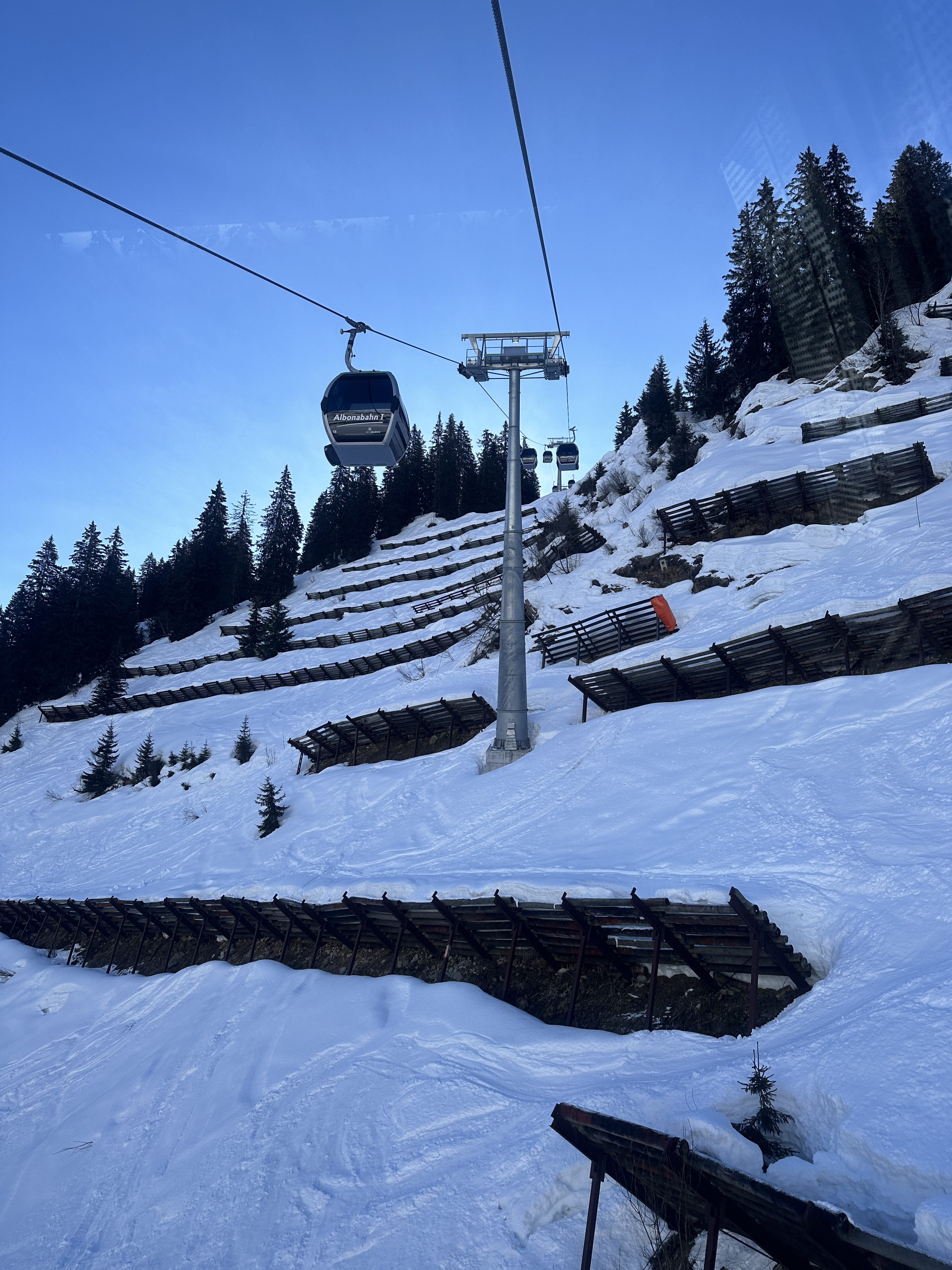
Albonabahn I (ab 2023) im Winterbetrieb

- Talstation: Stuben auf 1405 m
- Bergstation: 1845 m
- Eigentümer: Stubner Fremdenverkehrs-Gesellschaft m.b.H.
- Seilbahntyp: Einseilumlaufbahn mit 8er Kabinen (EUB)
- Ausrichtung der Anlage: weitgehend von Nordwest (Talstation) nach Südost (Bergstation)
- Beförderungskapazität: 1600 Personen/Stunde
- Neuerrichtung: 2023
- Neueröffnung: 2023
- Höhenunterschied: 440 m
- Streckenlänge: 1115 m
- Horizontale Länge: 1016 m
- Anzahl der Stützen: 9
- Durchschnittliche Fahrzeit: 5 min
- Fahrgeschwindigkeit: 5 m/s
- Antriebsstation: Bergstation
- Antriebsart: elektrisch
- Fahrbetriebsmittel: 30 Kabinen
- Fassungsvermögen Fahrbetriebsmittel: 8
- Saisonzeit: Winterbetrieb

### 2er SB (1983–2023)

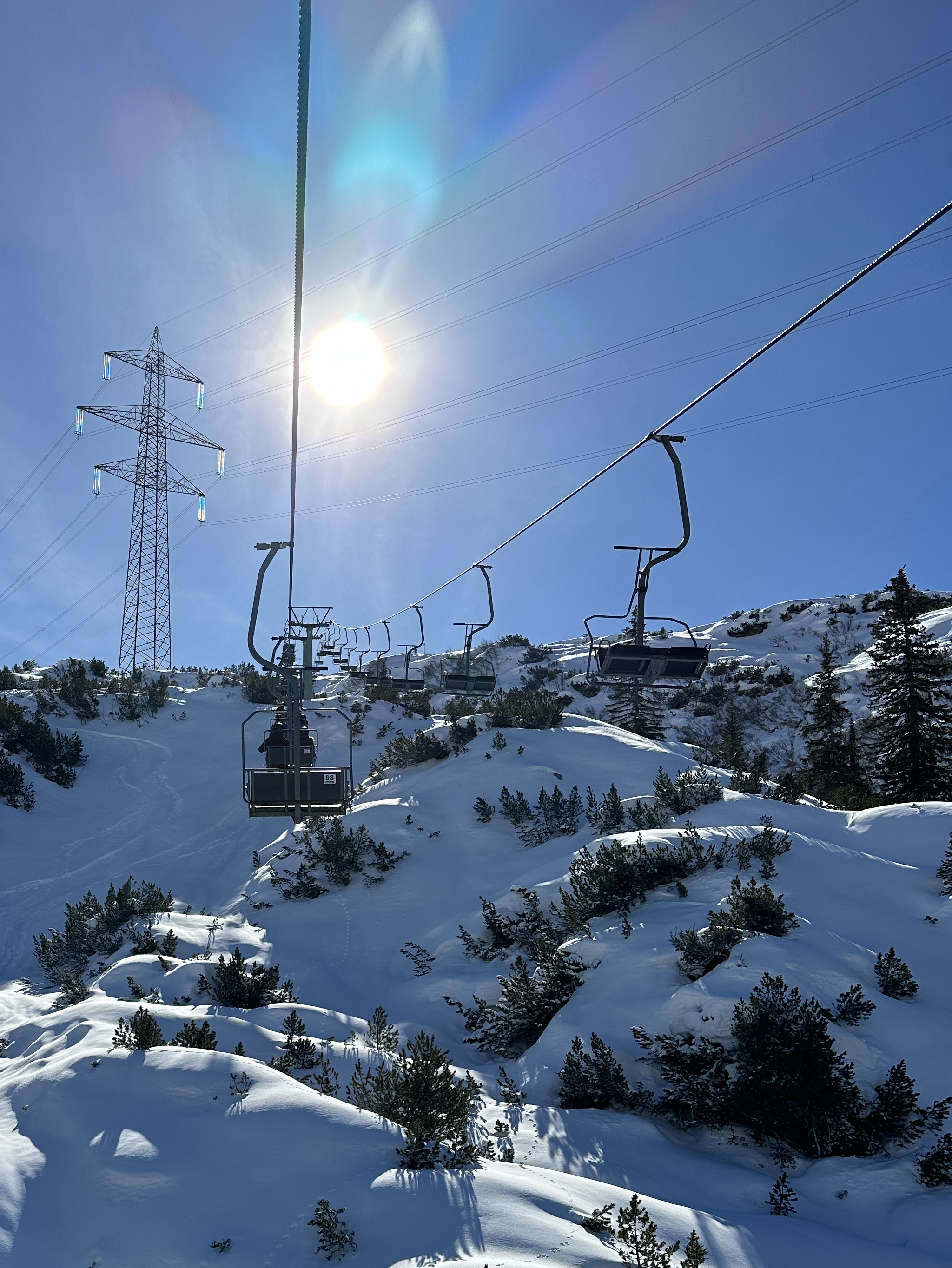
Albonabahn I (1983–2023) im Winterbetrieb

- Talstation: Stuben auf 1408 m
- Bergstation: 1902 m
- Eigentümer:Stubner Fremdenverkehrs-Gesellschaft m.b.H.
- Hersteller: Doppelmayr, Wolfurt
- Seilbahntyp: Doppelsessellift (2-CLF)
- Ausrichtung der Anlage: weitgehend von Nordwest (Talstation) nach Südost (Bergstation)
- Beförderungskapazität: 1440 Personen/Stunde
- Neuerrichtung: 1983
- Neueröffnung: 1983
- Höhenunterschied: 494 m
- Streckenlänge: 1343 m
- Horizontale Länge: 1354 m
- Mittlere Neigung: 39,60 %
- Größte Neigung: 84,90 %
- Anzahl der Stützen: 16
- Durchschnittliche Fahrzeit: 8 min
- Fahrgeschwindigkeit: 2,5 m/s
- Spannstation Förderseil: Talstation (hydraulisch regelbar)
- Antriebsstation: Bergstation
- Antriebsart: elektrisch
- Fahrbetriebsmittel: 195 Sessel von Doppelmayr ohne Sitzheizung
- Personen pro Betriebsmittel: 2
- Fahrtrichtung: im Uhrzeigersinn
- Saisonzeit: Winterbetrieb[18]

### 1er SB (1956–1983)
Die erste Albonabahn I von 1956 bis 1983 war als Einer-Sessellift ausgeführt. Von Talstation in Stuben auf 1410 m ü. A. führte die Albonabahn I in südöstlicher Richtung auf die Bergstation in 1846 m ü. A.

## Skigebiet
Die Albonabahn I gehört zum Skigebiet Ski Arlberg und liegt an der Landesgrenze der österreichischen Bundesländer Vorarlberg und Tirol. Seit der Saison 2016/17 handelt es sich dabei um das größte zusammenhängende Skigebiet Österreichs.